# Antonio de Nigris
Antonio De Nigris Guajardo (Monterrey, 1 april 1978 – Larissa, 15 november 2009) was een Mexicaans voetballer. 
Antonio de Nigris begon zijn carrière als professionel in zijn geboortestad bij CF Monterrey. Op 20 Maart 2006 tekende hij een contract bij Santos FC. Zijn debuut was tegen Brasiliense FC in de Copa do Brasil. Voor zijn tijd bij Santos speelde Antonio de Nigris voor Club America, Villarreal, Polideportivo Ejido, Once Caldas, Puebla FC en UNAM Pumas. 
Na slechts vijf maanden bij FC Santos ging hij naar het Turkse Gaziantepspor. In de winter transfer periode in 2008, verhuisde hij naar Ankaraspor. Zijn contract liep tot en met 30 juni 2010. In januari 2009 verhuisde hij op huurbasis naar Ankaragücü. In de zomer van 2009 kreeg hij een gratis transfer naar de Griekse club AE Larissa. 
Antonio de Nigris stierf op 31-jarige leeftijd aan een hartaanval. Hij heeft twee broers; Aldo de Nigris is ook een voetballer en speelt bij CF Monterrey. De oudste broer, Alfonso de Nigris, is een model en acteur.